# Frank Habineza
Frank Habineza (Mityana, Uganda, 22 de febrero de 1977) es un político ruandés, fundador y líder del Partido Verde Democrático de Ruanda, un partido político en el país.
Miembro de la Cámara de Diputados, Habineza se postularia en dos ocasiones como candidato en las elecciones presidenciales celebradas en 2017 y 2024.

## Biografía
Habineza nació en Mityana, Uganda, el 22 de febrero de 1977.
En 1999, ingresaría a la Universidad Nacional de Ruanda, donde se graduó en 2004 en Ciencias Políticas y Administrativas con especialización en Administración Pública. Mientras estaba en la Universidad, fundó una asociación de estudiantes que hacía campaña por la protección del medio ambiente. 
Fue corresponsal oficial de Rwanda Newsline y UMUSESO mientras era estudiante en Butare. También trabajó para el antiguo periódico Rwanda Herald, cuyo editor Asuman Bisika fue declarado "persona non grata" a mediados de 2002.

## Carrera política
Habineza fundó el Partido Verde Democrático en agosto de 2009 como alternativa al Frente Patriótico Ruandés, partido que dominaba el sistema político del país desde 1994.
En abril de 2010, tres miembros del partido dimitieron debido a desacuerdos sobre las actividades de Habineza.
En julio de 2010, el vicepresidente del partido, André Kagwa Rwisereka, fue encontrado muerto cerca de un humedal en Butare, con la cabeza cortada. Lo habían apuñalado repetidas veces. Habineza estuvo entre los líderes de la oposición que pidieron una investigación internacional independiente sobre el asesinato, que pudo haber tenido una motivación política.
En 2017, se postularia como candidato presidencial, donde obtendría solo el 0,5% de los votos. En 2018, Habineza, junto con otro miembro del Partido Verde Democrático, fueron electos miembros de la Cámara de Diputados.